# Служба древностей Египта
Служба древностей Египта (англ. Supreme Council of Antiquities — Верховный совет древностей Египта, SCA; араб. المجلس الأعلى للآثار‎, DMG al-maǧlis al-aʿlā li-l-āṯār) — один из департаментов египетского Министерства культуры с 1994 по январь 2011 года, когда он стал самостоятельным Министерством по делам древностей (MSA). Департамент ответственен за сохранение, охрану древностей и регулирование археологических раскопок в Египте.
Зарождение Службы древностей восходит к 1859 году, когда появился Департамент древностей. В 1971 году его переименовали в Организацию египетских древностей. Окончательное наименование установлено указом № 82 президентом Хосни Мубараком в 1994 году.

## Функции
Совет определяет границы вокруг археологических памятников и единственный отвечает за восстановление или сохранение египетских памятников. Зарубежные археологи, работающие в Египте, обязаны сообщать обо всех открытиях и находках Совету древностей перед обнародованием информации. Это оспариваемое правило стало причиной выдворения некоторых археологов из Египта и привело к резкому сокращению числа краж артефактов. Власти теперь имеют возможность оперативно организовывать безопасность находкам.
Совет древностей также курирует возвращение древностей похищенных или незаконно вывезенных из Египта. Между 2002 и 2008 годами возвращено 3 тысячи артефактов. Совет древностей постоянно ведёт переговоры с Египетским музеем Берлина о передаче бюста Нефертити, который, по мнению членов совета, вывезен из страны обманом. Ранее совет просил вернуть Розеттский камень из Британского музея и Дендерский зодиак из Лувра.
Советом древностей руководил Административный совет, возглавляемый министром культуры, и генеральный секретарь.
Служители защиты древностей отвечают за консервацию и сохранение древностей, научное исследование, часто дают интервью и сообщают об открытиях и проделанной работе. В XXI веке они также сталкиваются с трудной задачей спасения памятников от исламистских радикалов, старающихся уничтожить памятники эпохи фараонов. Официальные посты сотрудников Совета древностей зависят от сроков службы, градируются от директора, генерального директора, председателя до министра. Положение человека может привести, на примере многих лет руководства Захи Хавасса, к поощрению туризма в Египет за счёт собственных шарма и харизмы.

## История
Учредителем органа по защите египетских древностей (фр. Département d’Antiquités) в 1859 году выступил французский египтолог Огюст Мариетт (1821—1881), который ратовал за спасение памятников от мародёров и против вывоза артефактов из Египта. В 1858 хедив его назначил директором египетских памятников в «Службе египетских древностей» (фр. Service des Antiquités d’Egypte), который существует по сей день. В каирском районе Булак Мариетт приобрёл помещение для хранения древностей.
Преемником Мариетта стал Гастон Масперо. Под его руководством выстроен Французский Археологический Институт Востока и наметился в планах большой музей для коллекции из-за угрозы подтопления водами Нила склада в Булаке. В связи с обязательствами преподавателя в Париже Масперо приходилось оставлять управление Эмилю Бругшу. В 1900 году построен Каирский музей, куда переданы древности.
Профессор Масперо подал в отставку 5 июня 1886 года. Его сменил Эжен Гребо. Он руководил расчисткой от песка большого Сфинкса. В начале 1887 года грудь, лапы, алтарь и плато предстали на обозрение; найдены лестничные пролёты и произведён первый замер Сфинкса.
Несмотря на то, что британцы контролировали египетское правительство с 1880 года и после Первой мировой войны независимо от Османской империи поставили Египет под свой протекторат, Департамент античности оставался под руководством французов. Лишь после Второй мировой войны и свержения короля, в правление Гамаля Абдель Насера ведомство было национализировано и перешло в подчинение правительству Египта. В 1971 году департамент переименовали в «Организацию египетских древностей» (англ. Egyptian Antiquities Organization = EAO), просуществовавшую до 1994 года. В том же году состоялись реорганизация и новое переименование в «Верховный совет древностей» (англ. Supreme Council of Antiquities).
В период египетской революции 2011 года Верховный совет древностей был выведен из подчинения Министерства культуры и преобразован в отдельное государственное Министерство по делам древностей (MSA). Недолго министерские обязанности исполнял Захи Хавасс. В созданное Государственное министерство по делам древностей выдвигался руководителем Абдельфаттах эль-Банна, но он снял свою кандидатуру. Будущее министерства оставалось туманным из-за многочисленных кадровых перестановок. 17 июля 2011 года министерство распустили и передали вновь под руководство Министерства культуры, где создали Высший совет по делам древностей.
В конце 2011 года министром древностей назначен профессор Мухаммед Ибрагим Али, который обещал вдохнуть жизнь в министерство, привлекая молодых археологов и вновь запуская приостановленные проекты.

## Устройство
Верховный Совет Древностей выполняет задачи административные, финансовые, технические и развития науки. Делится на шесть отделов:
- генерального секретаря,
- эпохи фараонов и греко-римского периода,
- коптского и исламского периода,
- финансовой поддержки древностей и музеев,
- общих проектов,
- музейный.

Председателем является министр культуры, управление поручено генеральному секретарю.

## Начальники отделов

### Директора Департамента древностей
Французские руководители:
- Огюст Мариет (1858—1881) — основатель
- Гастон Масперо (1881—1886)
- Эжен Гребо (1886—1892)
- Жак де Морган (1892—1897)
- Виктор Лоре (1897—1899)
- Гастон Масперо (1899—1914)
- Пьер Лако[англ.] (1914—1936)
- Этьен Дриотон[англ.] (1936—1952)

Египетские руководители:
- Мустафа Амер (1953—1956)
- Аббас Баюми (1956—1957)
- Мохаррам Камаль (1957—1959)
- Абд эль-Фаттах Хильми (1959)
- Мохаммед Анвар Шукри (1960—1964)
- Мухаммед Махди (1964—1966)
- Гамаль Мохтар (1967—1971)

### Директора Организации египетских древностей
- Гамаль Мокхтар (1971—1977)
- Мохаммед Абд эль-Кадер Мухаммед (1977—1978)
- Шехата Адам (1978—1981)
- Фуад эль-Ораби (1981)
- Ахмед Кхадри (1982—1988)
- Мохаммед Абдель Халим Нур эль-Дин (1988)
- Саид Тауфик (1989—1990)
- Мохаммед Ибрагим Бакр (1990—1993)

### Генеральные секретари Высшего совета древностей
- Мохаммед Абдель Халим Нур эль-Дин (1993—1996)
- Али Хассан (1996—1997)
- Габалла Али Габалла (1997—2002)
- Захи Хавасс (2002—2011)
- Мохамед Абдель Фаттах (июль — сентябрь 2011)
- Мустафа Амин (29 сентября 2011—2013)
- Мохаммад Ибрагим (с 2013 года)

### Государственные министры по делам древностей
- Абдельфаттах эль-Банна (выдвигался)
- Захи Хавасс (2011)[19]
- Мохамед Ибрагим Али